# Gauliga Hessen-Nassau 1942/43
De Gauliga Hessen-Nassau 1942/43 was het tweede voetbalkampioenschap van de Gauliga Hessen-Nassau. 
Kickers Offenbach werd kampioen en plaatste zich voor de eindronde om de Duitse landstitel. De club verloor van TSV 1860 München

## Eindstand
| Plaats | Club                              | Wed. | W  | G | V  | Saldo | Ptn.  |
| ------ | --------------------------------- | ---- | -- | - | -- | ----- | ----- |
| 1.     | Offenbacher FC Kickers            | 18   | 14 | 2 | 2  | 70:20 | 30:6  |
| 2.     | FSV Frankfurt                     | 18   | 12 | 5 | 1  | 65:24 | 29:7  |
| 3.     | Reichsbahn TSV Rot-Weiß Frankfurt | 18   | 11 | 5 | 2  | 38:23 | 27:9  |
| 4.     | 1. Hanauer FC 1893                | 18   | 9  | 2 | 7  | 38:32 | 20:16 |
| 5.     | Eintracht Frankfurt               | 18   | 6  | 4 | 8  | 29:35 | 16:20 |
| 6.     | SpVgg 03 Neu-Isenburg             | 18   | 7  | 2 | 9  | 29:35 | 16:20 |
| 7.     | FC Union 07 Niederrad             | 18   | 3  | 6 | 9  | 38:55 | 12:24 |
| 8.     | SC Opel Rüsselsheim               | 18   | 5  | 2 | 11 | 25:44 | 12:24 |
| 9.     | Reichsbahn TuSV Wormatia Worms    | 18   | 4  | 2 | 12 | 26:52 | 10:26 |
| 10.    | SV Darmstadt 98                   | 18   | 4  | 0 | 14 | 26:64 | 8:28  |

|  | Kampioen, geplaatst voor nationale eindronde |
|  | Degradatie naar Bezirksliga                  |

## Promotie-eindronde
| Plaats | Club               |
| ------ | ------------------ |
| 1.     | VfL Rödelheim      |
| 2.     | VfB 1900 Offenbach |
| 3.     | 1. FSV Mainz 05    |
| 4.     | Kampf SG Wiesbaden |

|  | Promotie naar Gauliga Westmark 1943/44 |